# Easterlittens
Easterlittens (en néerlandais : Oosterlittens) est un village de la commune néerlandaise de Leeuwarden, dans la province de Frise.

## Géographie
Le village est situé à 10 km au sud-ouest de Leeuwarden, près de Baard.

## Histoire
Easterlittens fait partie de la commune de Baarderadeel avant 1984, puis de Littenseradiel avant le 1er janvier 2018, où celle-ci est supprimée. Depuis cette date, Easterlittens appartient à Leeuwarden.

## Démographie
Le 1er janvier 2018, le village comptait 430 habitants.